# Брестский гребной канал
Брестский гребной канал — спортивное сооружение в центре города Брест, Брестская область, Белоруссия. Гоночный канал имеет длину 2274 м (соревновательная дистанция 2000 м, зона старта — 50 м, дистанция торможения — 210 м) и ширину 162 м. По периметру гребного канала построена 5-километровая лыжероллерная трасса. Пополняется водой из реки Мухавец.

## История
В 2004—2007 годах была проведена реконструкция русла канала, возведены новые спортивно-административные и технические здания.
25 мая 2007 года состоялась торжественная церемония открытия обновлённого гребного канала в Бресте, представляющего собой ультрасовременный и многофункциональный спортивно-зрелищный комплекс.

## Описание
Конструкция и оборудование Гребного канала позволяют круглогодично проводить тренировки спортсменов как высшего спортивного звена, так и начинающих. Уникальная спортивно-оздоровительная инфраструктура соответствует всем международным стандартам. Благодаря этому комплекс избран основной базой подготовки национальной команды Республики Беларусь по гребле.
Гребной канал включает как соревновательную дистанцию, так и отдельную водную акваторию для проведения разминки и заминки экипажей.
На Брестском гребном канале проводятся международные соревнования различного уровня, в числе которых чемпионат Европы по гребле академической 2009 года и чемпионат мира по гребле академической среди спортсменов до 23-х лет 2010 года.